# Saint-Rustice
Saint-Rustice is een gemeente in het Franse departement Haute-Garonne (regio Occitanie) en telt 423 inwoners (2004). De plaats maakt deel uit van het arrondissement Toulouse.

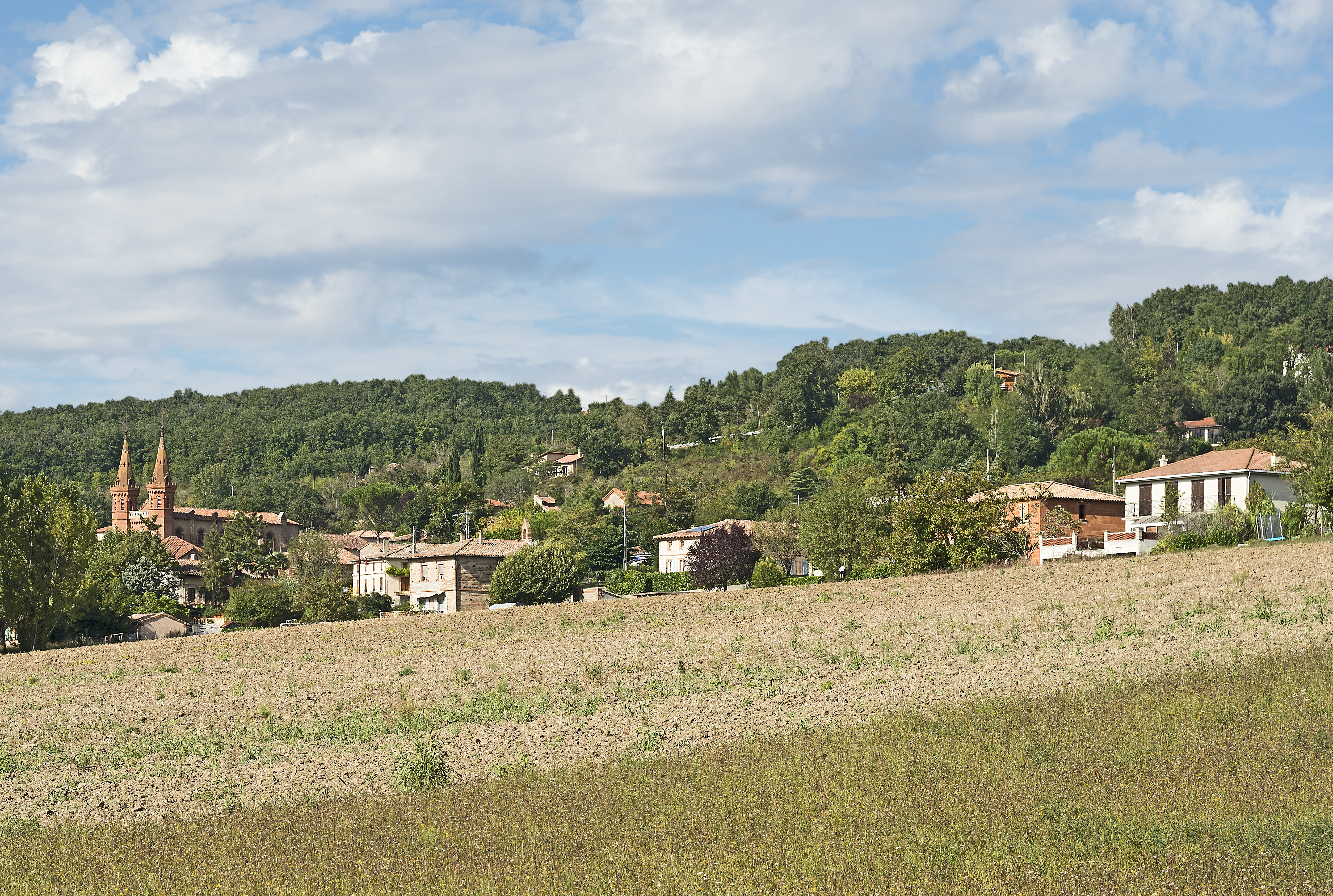
Saint-Rustice
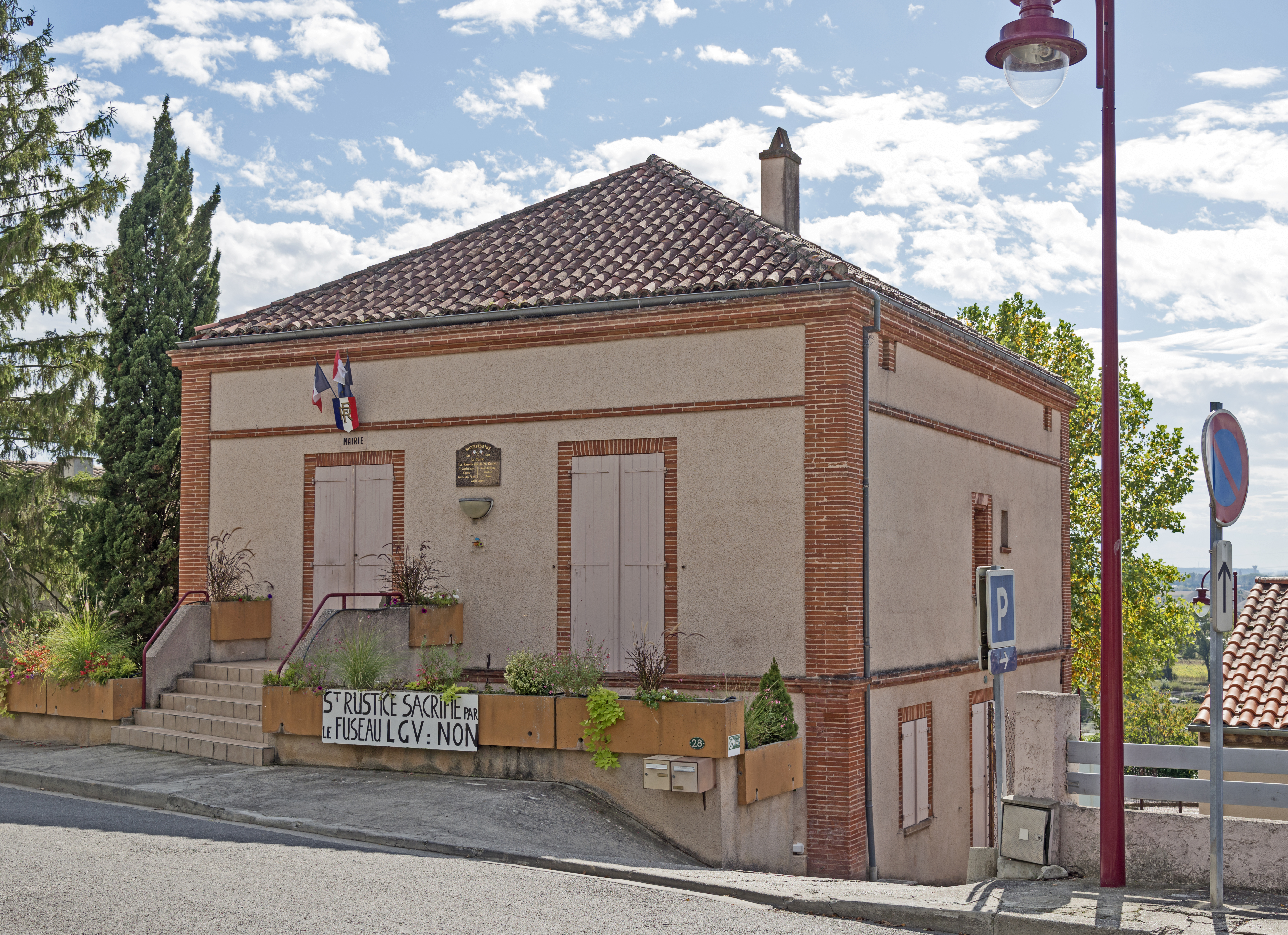
Gemeentehuis
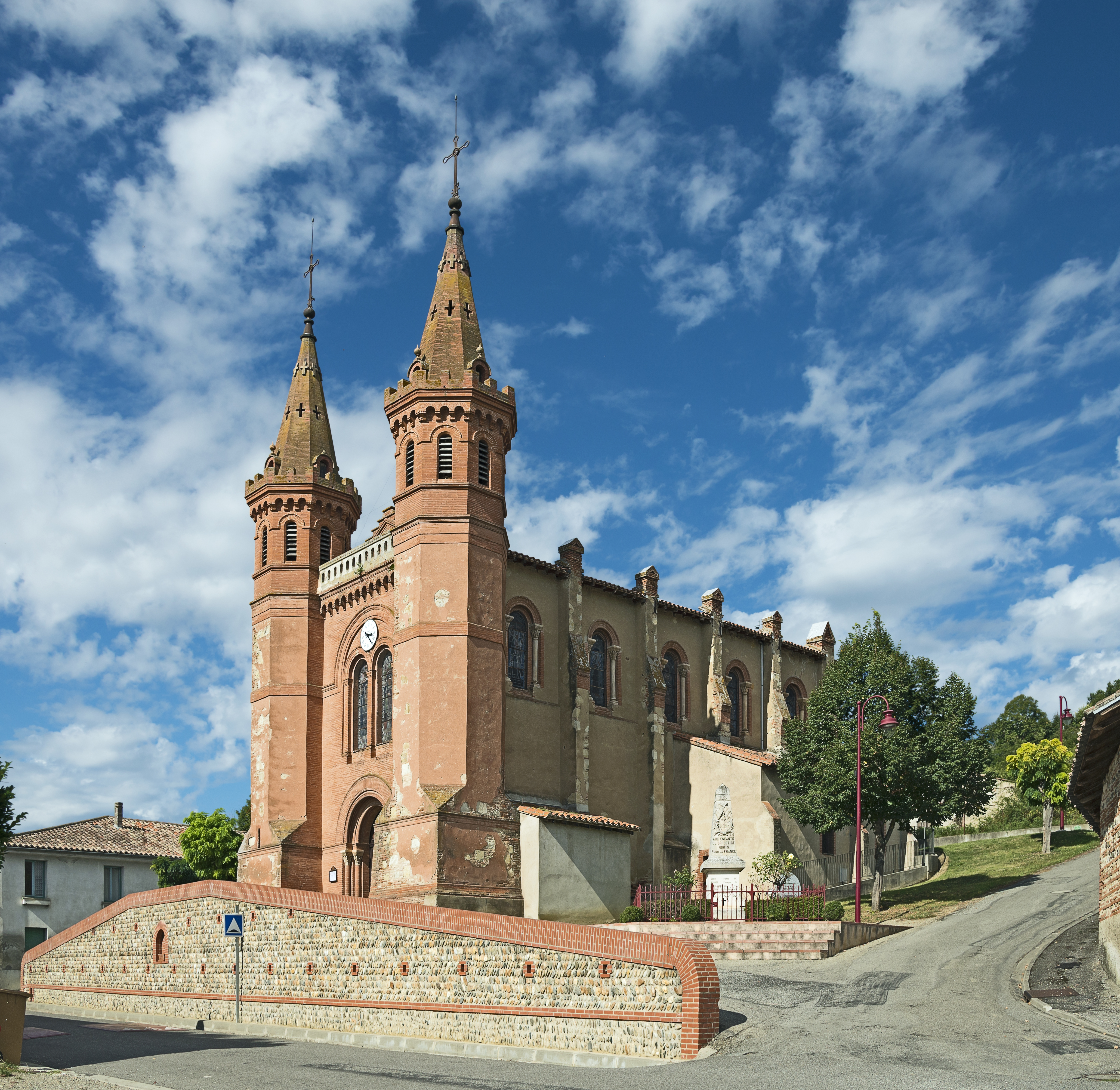
Kerk Saint-Pierre in Saint-Rustice
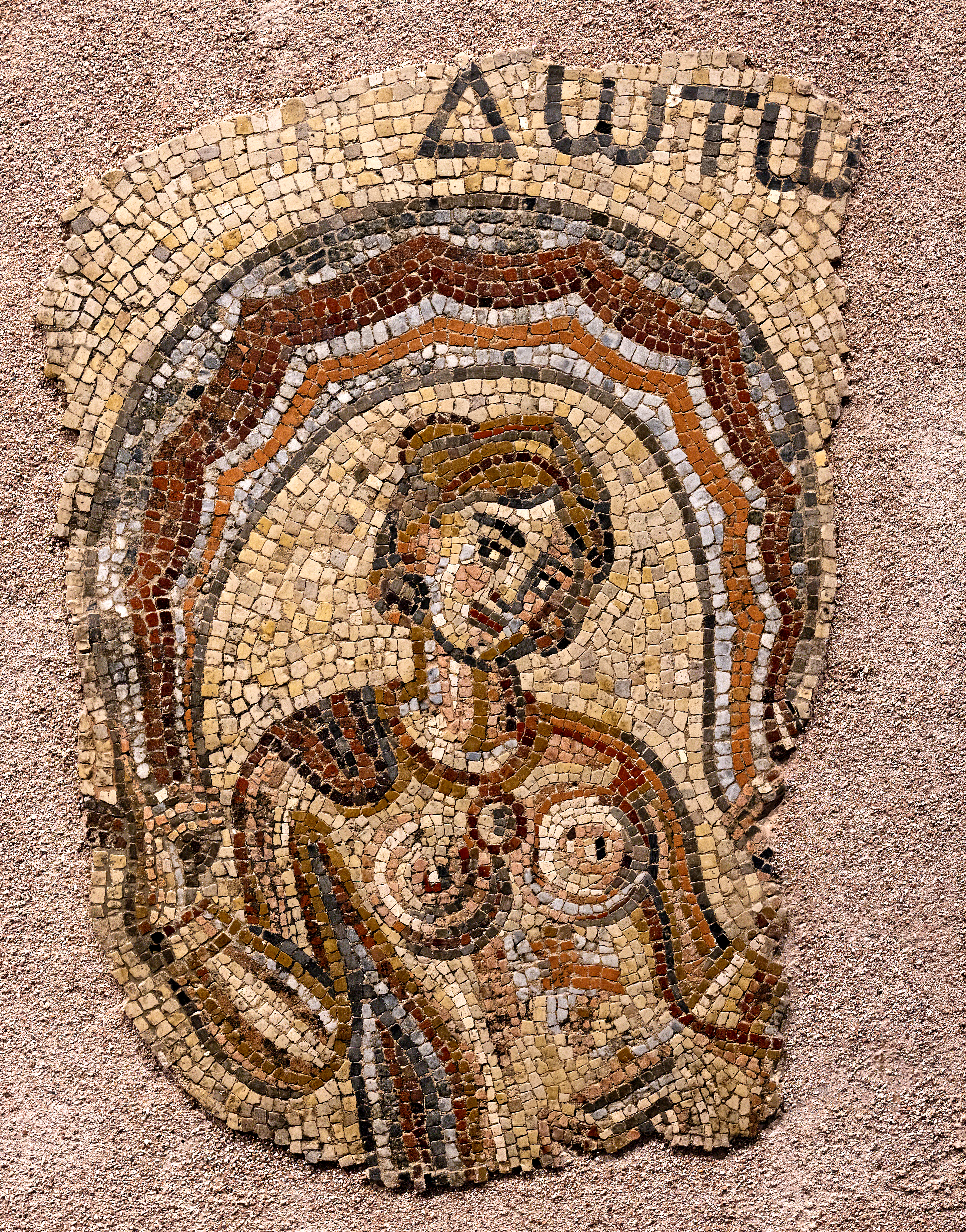
Mozaïekfragment: Ino (Dotô), ontdekt in een Romeinse villa in Saint-Rustice in 1833, 4e of 5e eeuw, Saint-Raymon Museum

## Geografie
De oppervlakte van Saint-Rustice bedraagt 2,4 km², de bevolkingsdichtheid is 176,3 inwoners per km².
De onderstaande kaart toont de ligging van Saint-Rustice met de belangrijkste infrastructuur en aangrenzende gemeenten.

## Demografie
Onderstaande figuur toont het verloop van het inwonertal (bron: INSEE-tellingen).